# O'Neige N'Sele
O'Neige N'Sele Mimpa, née le 19 septembre 1986, est une femme politique congolaise (RDC), membre du Gouvernement Lukonde I puis du Gouvernement Lukonde II.

## Biographie
Originaire de Mai-Ndombe, O'Neige N'sele obtient une licence de l'institut supérieur d'informatique programmation et analyse (ISIPA) et un double master en administration des affaires de l'université Paris 1 Panthéon Sorbonne et de la McDonough School of Business. Elle embrassa après ses diplômes, le monde de la banque. Elle travailla pour Citigroup de 2007 à 2015 et ensuite pour Ecobank de 2015 à 2021.
Membre du regroupement politique de l'Alliance des acteurs pour la bonne gouvernance du Congo (AABC) , O'Neige N'sele est le 12 avril 2021 nommée vice-ministre des Finances dans le gouvernement Lukonde sous la présidence de Félix Tshisekedi.

## Vie privée
O'Neige N'Sele est mariée et mère de famille.